# Birgit Siegmund

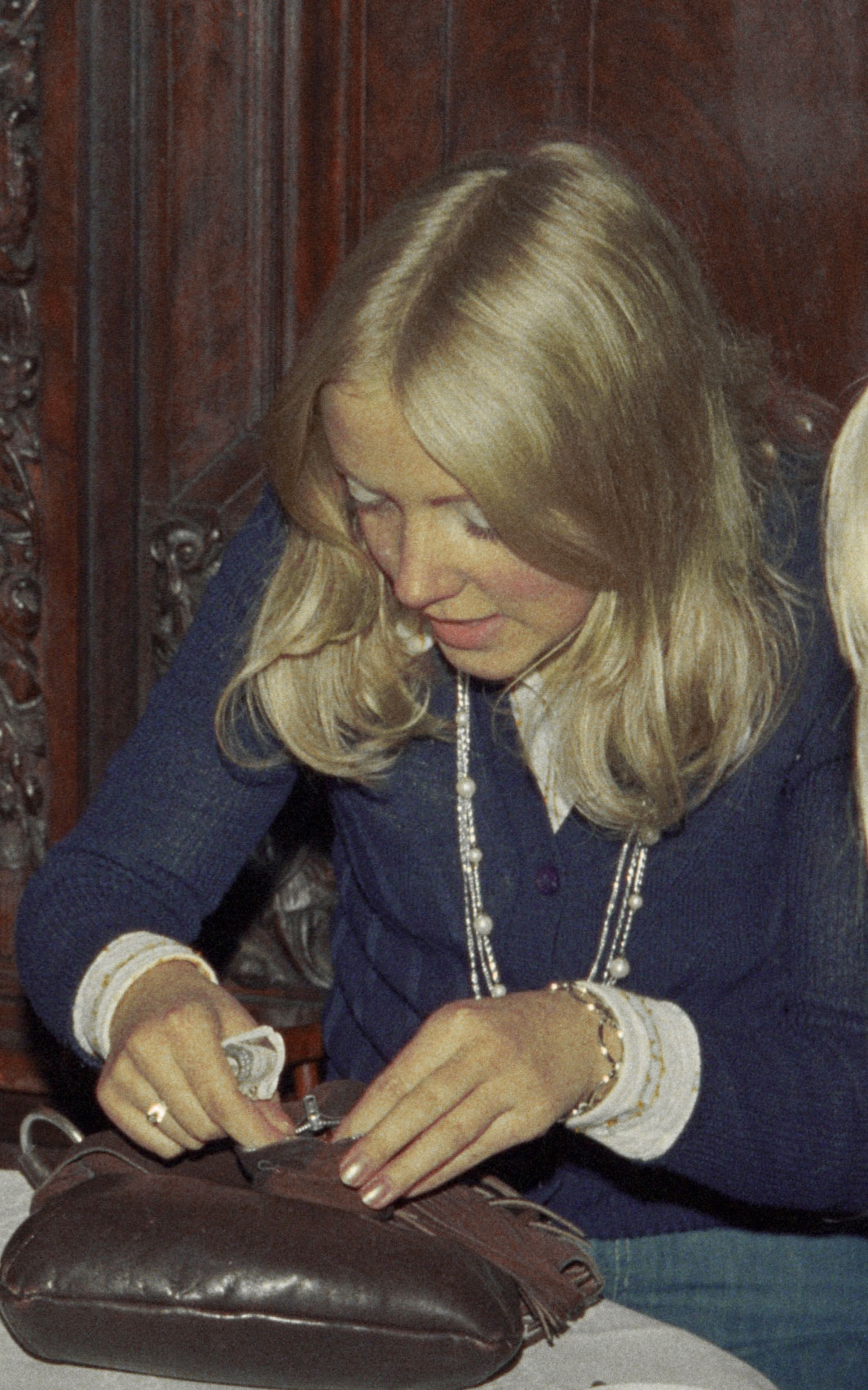
Birgit Siegmund 1975

Birgit Siegmund (* 14. Februar 1950 in Lübeck) ist eine deutsche Hamburger Politikerin der SPD und ehemaliges Mitglied der Hamburgischen Bürgerschaft.

## Leben
Birgit Siegmund  ist studierte Lehrerin und arbeitete an einem Gymnasium. Sie ließ sich während  ihrer Abgeordnetenzeit in der Bürgerschaft scheiden und hat eine Tochter.
Sie  trat 1973 in die SPD ein. Sie übernahm die Aufgabe als Distriktvorsitzende in Hamburg-Barmbek-Nord und war Besitzerin im SPD-Kreisvorstand Hamburg-Nord. Von 1982 bis 1991 war sie Mitglied der Hamburgischen Bürgerschaft. Ihre politischen Schwerpunkte waren die Sozial- und die Bildungspolitik.
Nach ihrer Zeit als Abgeordnete ging sie wieder Vollzeit in den Schuldienst.